# Saint-Cyr-en-Pail
Saint-Cyr-en-Pail ist eine französische Gemeinde mit 502 Einwohnern (Stand: 1. Januar 2022) im Département Mayenne in der Region Pays de la Loire; sie gehört zum Arrondissement Mayenne und zum Kanton Villaines-la-Juhel. 

## Geographie
Saint-Cyr-en-Pail liegt etwa 30 Kilometer ostnordöstlich von Mayenne und etwa 23 Kilometer westlich von Alençon. Die Gemeinde gehört zum Regionalen Naturpark Normandie-Maine. Umgeben wird Saint-Cyr-en-Pail von den Nachbargemeinden Saint-Aignan-de-Couptrain im Nordwesten und Norden, Pré-en-Pail-Saint-Samson im Norden und Osten, Villepail im Süden sowie Javron-les-Chapelles im Südwesten und Westen.

## Bevölkerungsentwicklung
| 1962                       | 1968 | 1975 | 1982 | 1990 | 1999 | 2006 | 2019 |
| -------------------------- | ---- | ---- | ---- | ---- | ---- | ---- | ---- |
| 554                        | 486  | 437  | 435  | 463  | 441  | 436  | 494  |
| Quellen: Cassini und INSEE |      |      |      |      |      |      |      |

## Sehenswürdigkeiten
- Kirche Saint-Cyr-Sainte-Julitte aus dem 19. Jahrhundert
- Kapelle Notre-Dame-du-Bon-Secours
- Schloss La Robinière

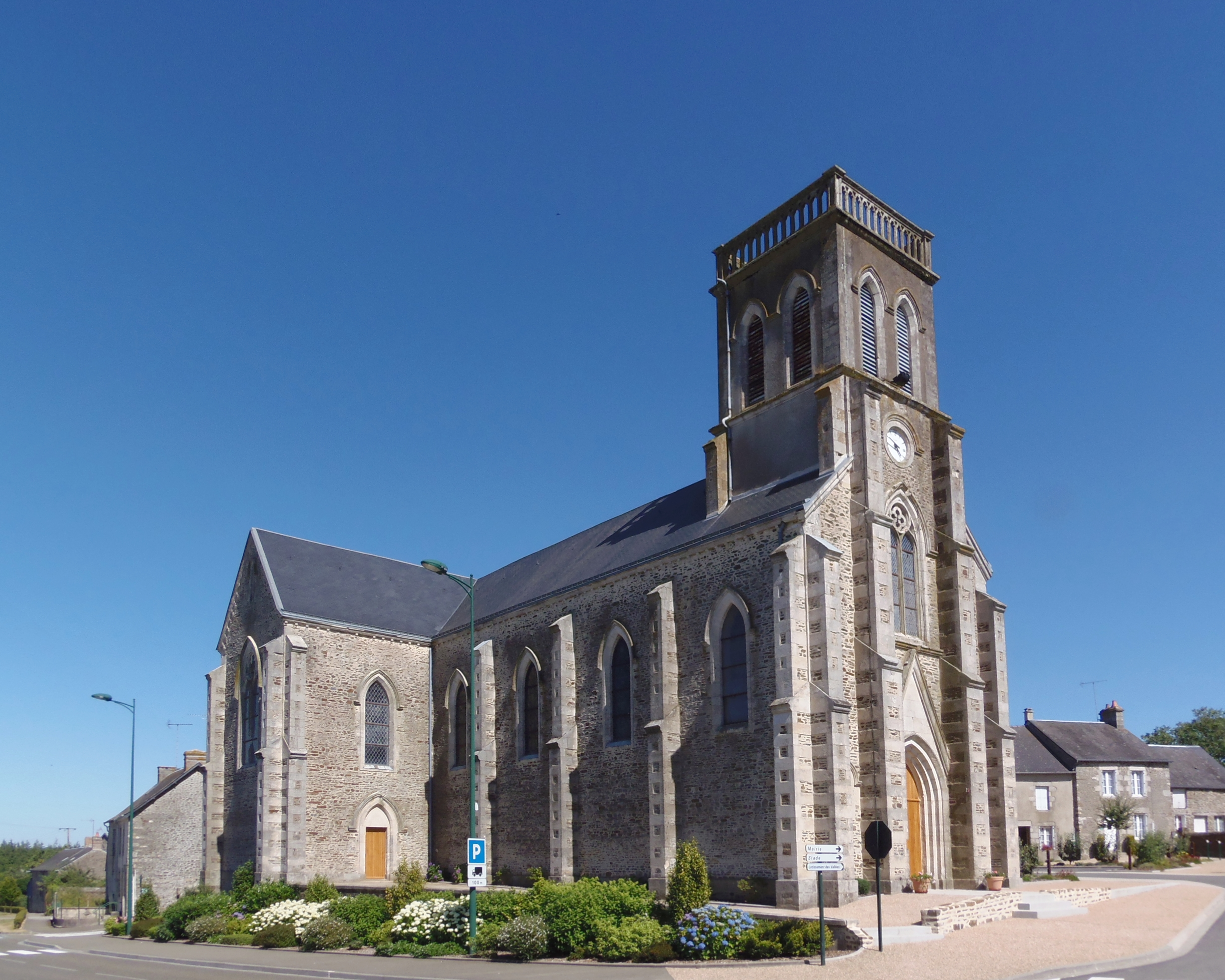
Kirche Saint-Cyr-Sainte-Julitte
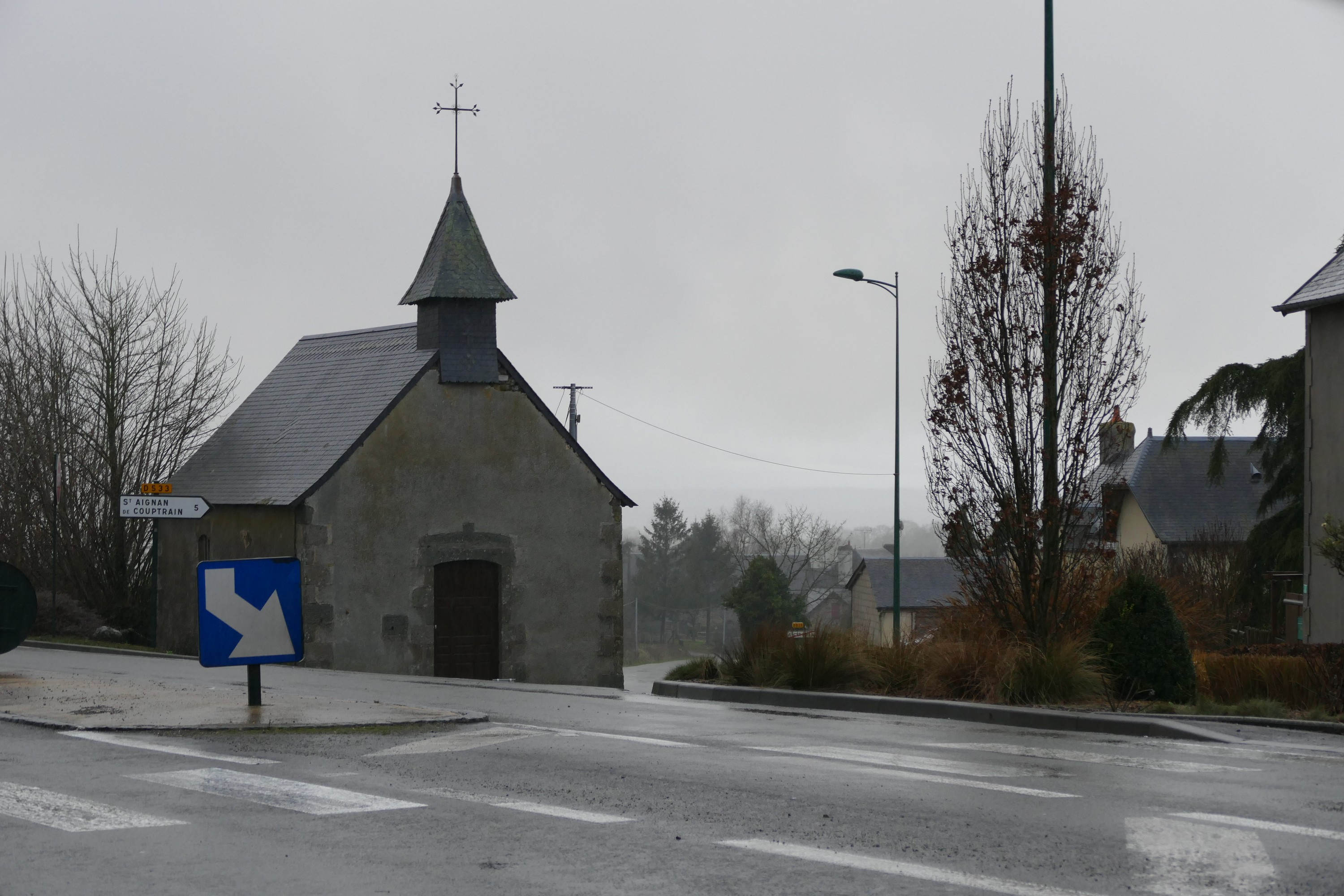
Kapelle Notre-Dame-du-Bon-Secours